# いいんじゃない?/普通の私 ガンバレ!
「いいんじゃない？/普通の私 ガンバレ！」（いいんじゃない？/ふつうのわたし ガンバレ！）は、LoVendoЯのメジャーデビューシングル。2015年7月1日にzetimaから発売された。

## 概要
初回生産限定盤（DVD付属）、通常盤A、通常盤Bの3形態で発売。通常盤には魚住有希、宮澤茉凜が作曲したインスト楽曲をそれぞれ収録。
「いいんじゃない？」でのギターのチューニングは半音下げ。明るいラテン調の雰囲気の中に、ヘヴィな要素も組み込まれている。
「普通の私 ガンバレ！」について、つんく♂は作詞をするうえで、「LoVendoЯのメンバーが歌詞を理解し、その主人公になり、それを楽しく歌う」ことを意識し、「世の中のためになりたいという思いは彼女達（メンバー）にもあるだろうが、そのためにはまず自分の生活を充実させて"私らしく"生きていくことが大切。ほんの一握りの人間が世の中を決定づけてしまっている一方で、それ以外の普通と言われる"私"一人一人が頑張らなければ世の中全体は変わらないのだろうか」といった思いを込めたという。また、当初はつんく♂以外の作家陣の詞も存在し、メンバーの岡田も詞を提示していた。ギターについて魚住は、「この曲での私のテーマはヌーノ・ベッテンコートだった。エクストリームの「Get The Funk Out」（『PORNOGRAFFITTI』収録）のノリで弾いた」と語っている。
宮澤は作曲したインスト楽曲について、「2014年の9月ぐらいに書いた。元々は歌が乗っており、インストとして書いたわけではなかったが、歌うにはかなりハードな曲だったこともあり、提案されたことでインストにアレンジし直した」と語っている。

## 収録曲

### 初回生産限定盤
CD
1. いいんじゃない？
作詞・作曲：中島卓偉　編曲：鈴木Daichi秀行
2. 普通の私 ガンバレ！
作詞：つんく　作曲：渡辺未来　編曲：宮永治郎
3. いいんじゃない？(Instrumental)
4. 普通の私 ガンバレ！(Instrumental)

DVD
1. いいんじゃない？(Music Video)
2. 普通の私 ガンバレ！(Music Video)
3. 洗脳(Live@新宿BLAZE 2015.3.5)
作詞・作曲：中島卓偉
4. 相思相愛(Live@新宿BLAZE 2015.3.5)
作詞・作曲：中島卓偉
5. ホントノキモチ(Live@新宿BLAZE 2015.3.5)
作詞：satico　作曲：魚住有希

### 通常盤A
1. いいんじゃない？
2. 普通の私 ガンバレ！
3. Desert of a moonlit night 〜月夜の砂漠〜
作曲：魚住有希　編曲：宮永治郎、魚住有希
4. いいんじゃない？(Instrumental)
5. 普通の私 ガンバレ！(Instrumental)

### 通常盤B
1. いいんじゃない？
2. 普通の私 ガンバレ！
3. Princess of lone castle 〜孤城の姫君〜
作曲：宮澤茉凜　編曲：宮永治郎、宮澤茉凜
4. いいんじゃない？(Instrumental)
5. 普通の私 ガンバレ！(Instrumental)

## タイアップ
- 『有田チルドレン』（TBSテレビ系列） エンディング（2015年7月14日 - 8月18日）

## クレジット

### ミュージシャン
- Drums: 山内優（M-1,2,3/通常盤A・B）
- Bass, Gut Guitar, Programming: 鈴木Daichi秀行(M-1)
- Bass, Programming: 宮永治郎（M-2,3/通常盤A・B）
- Mandolin, Acoustic Guitar, Electric Sitar: 宮永治郎（M-3/通常盤A）
- Additional Programming: hasie（M-3/通常盤A）
- Percussion: HIROSIX(M-2)
- Chorus: 中島卓偉(M-1)
- Additional Chorus: 久保田薫(M-2)

### ミュージック・ビデオ
- Director: 青木亮二(logfilm) - M-1,2[8]

## イベント
ミニライブ&握手会
2015年6月4日：イオンモール福岡（福岡）、9日：EBeanS（宮城）、13日：イオンモール幕張新都心（千葉）、14日：イオンモール高崎（群馬）、19日：タワーレコード札幌ピヴォ店（北海道）、26日：イオンモール名古屋みなと（愛知）、27日：名古屋近鉄パッセ（愛知）、28日：阪急西宮ガーデンズ（兵庫）、29日：あべのキューズモール（大阪）、30日：イオンモール浦和美園（埼玉）、7月1日：サンシャインシティ噴水広場（東京）、2日：タワーレコード横浜ビブレ店（神奈川）、3日：タワーレコード渋谷店（東京）、4日：お台場ヴィーナスフォート（東京）、5日：ノースポート・モール（神奈川）・タワーレコード新宿店（東京）
個別握手会/グループサイン会/グループチェキ会
2015年7月12日：ベルサール西新宿、26日：TOKYO FM HALL、8月9日：御堂会館A・B展示室